# Arroyo de Montrueque
El arroyo de Montrueque es un curso de agua del interior de la península ibérica, afluente del río Alberche y perteneciente a la cuenca hidrográfica del Tajo. Discurre por la provincia española de Toledo.

## Curso
El arroyo, que discurre por la provincia de Toledo, tiene su origen en el término de La Torre de Esteban Hambrán. Discurre en dirección este-oeste y, tras pasar por los montes de Alamín, termina por desembocar en el río Alberche. Aparece descrito en el decimoprimer volumen del Diccionario geográfico-estadístico-histórico de España y sus posesiones de Ultramar de Pascual Madoz de la siguiente manera:

MONTRUEQUE: arroyo en la prov. de Toledo, part. jud. de Escalona: nace en térm. de la Torre de Esteban Ambran, á corta dist. de Alamin, pasa por estos montes y desagua en Alberche, con curso perenne de E. á O.: solo tenia ant. un molino harinero en el sitio llamado el Quinto del molinillo. (V. Torre de Esteban Ambran.)
(Madoz, 1848, p. 571)

Las aguas del arroyo, perteneciente a la cuenca hidrográfica del Tajo, terminan vertidas en el océano Atlántico.